# Gornji Kosinj
Gornji Kosinj – wieś w Chorwacji, w żupanii licko-seńskiej, w gminie Perušić. W 2011 roku liczyła 132 mieszkańców.